# Кіпієвське сільське поселення
Кіпі́євське сільське поселення (рос. Кипиевское сельское поселение) — муніципальне утворення у складі Іжемського району Республіки Комі, Росія. Адміністративний центр — село Кіпієво.

## Історія
23 вересня 1975 року ліквідовано село Чаркаювом Кіпієвської сільської ради.

## Населення
Населення — 785 осіб (2017, 909 у 2010, 1190 у 2002, 1282 у 1989).

## Склад
До складу поселення входять такі населені пункти:
| Населений пункт    | Населення, осіб (1989) | Населення, осіб (2002) | Населення, осіб (2010) |
| ------------------ | ---------------------- | ---------------------- | ---------------------- |
| Кіпієво, село      | 1082                   | 1010                   | 773                    |
| Чаркабож, присілок | 200                    | 180                    | 136                    |